# Andamiaje

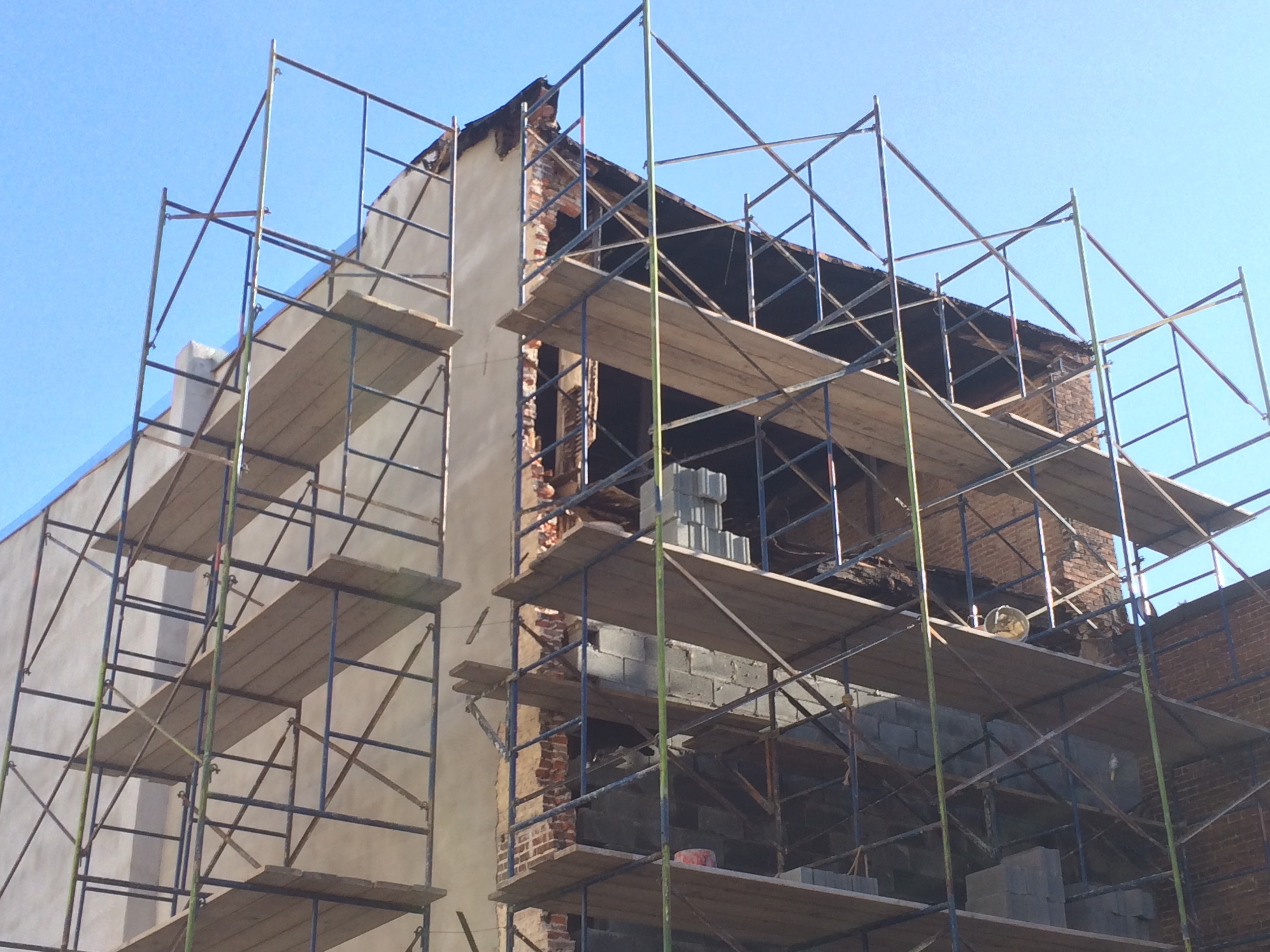
La metáfora de las estructuras de andamiaje se utiliza a menudo en pedagogía para indicar que los estudiantes deben recibir algún tipo de apoyo. Se debe cultivar la autonomía del estudiante, con el objetivo de que los estudiantes sean personas cada vez más independientes.

El concepto andamiaje se utiliza en psicología del desarrollo, pedagogía y otras ciencias sociales para a «aquellas estructuras, actividades o estrategias de apoyo que el profesor aporta para que el alumno construya el conocimiento».
El concepto fue creado por el psicólogo Jerome Bruner como una metáfora que pretendía ilustrar los procesos de aprendizaje y enseñanza.
Se basa en las teorías de Lev Vygotski (1896-1934) y su idea de las zonas de desarrollo.